# Cléoma Breaux
Cléoma Breaux (Crowley (Louisiana), 27 mei 1906 - Crowley, 9 april 1941) was een cajungitariste en -zangeres. Ze trouwde op 27 april 1932 met accordeonist Joe Falcon met wie ze op die dag precies vier jaar eerder de eerste cajunplaat, 'Allons à Lafayette', gemaakt had. 
Cléoma Breaux kwam uit een muzikale familie. Haar broers en zus speelden samen als de Breaux Frères: Amédé (accordeon), Ophé (gitaar) en zus Cléopha (viool). Ook Cléoma speelde af en toe in deze groep (ze is te horen op de opname 'Ma Blonde est Partie'), maar ze verliet de familiegroep na haar huwelijk met Joe Falcon in 1932 om met haar man platen te gaan maken.
'Allons à Lafayette' werd opgenomen in 1928 en werd een groot succes, waarna Falcon en Cléoma Breaux optraden in uitverkochte dancehalls in Louisiana en Texas. In 1928 en 1929 volgden nog verschillende opnamesessies. Tijdens de Grote Depressie werden geen opnamen gemaakt. In juli 1932 trouwden Falcon en Cléoma en in 1934, 1936 en 1937 werden opnames gemaakt. De opnames in op woensdag 15 december 1937 zouden de laatste voor Falcon en Cléoma zijn. In die tijd werd de country & western met viool (fiddle) populair en langzaam werd de muziek van Falcon (met de accordeon als belangrijkste instrument) als ouderwets beschouwd. Bovendien legde een verkeersongeluk in 1938 Cléoma's activiteiten stil. Ze werd in 1938 aangereden door een auto en enkele honderden meters meegesleurd; ze herstelde niet meer volledig van haar verwondingen. Ze overleed onverwacht op 9 april 1941. Haar man hertrouwde en trad met zijn Silver Bell String Band tot in de jaren zestig in dancehalls op; hij overleed op 19 november 1965.
- Bibsys: 1542227323529
- Bibliothèque nationale de France: cb13951494p (data)
- Gemeinsame Normdatei: 134958012
- International Standard Name Identifier: 0000 0000 5519 240X
- Library of Congress Control Number: n91079645
- MusicBrainz: 92f6ce8e-c150-4f83-a277-0e110d317eb8
- SNAC: w6ht66fb
- Système universitaire de documentation: 23253182X
- Virtual International Authority File: 69121492
- WorldCat: E39PBJfMfhY6c8hwtb3mK76BT3